# Севери, Томас
То́мас Се́вери (англ. Thomas Savery; 1650—1715) — английский механик и изобретатель. Один из создателей первого теплового (парового) двигателя.

## Биография
Родился предположительно в 1650 году в Шилстоне близ Модбери, Девоншир.
Управляющий одной из шахт в Корнуолле.
F.R.S. (Fellow of the Royal Society) — Член Королевского общества (английской академии наук).
Скончался в мае 1715 в Лондоне.
2 июля 1698 Севери запатентовал первый паровой двигатель, «новое изобретение для подъёма воды для всех видов мельниц с помощью двигательной силы огня, будет иметь большое использование и преимущества». Он показал его в Лондонском королевском обществе 14 июня 1699. Патент не содержал иллюстрации или даже описания, но в 1702 Севери описал машину в своей книге «Друг шахтера, или двигатель для подъёма воды огнём», [ 3 ] в которой он утверждал, что он может откачивать воду из шахт.

## Машина Севери

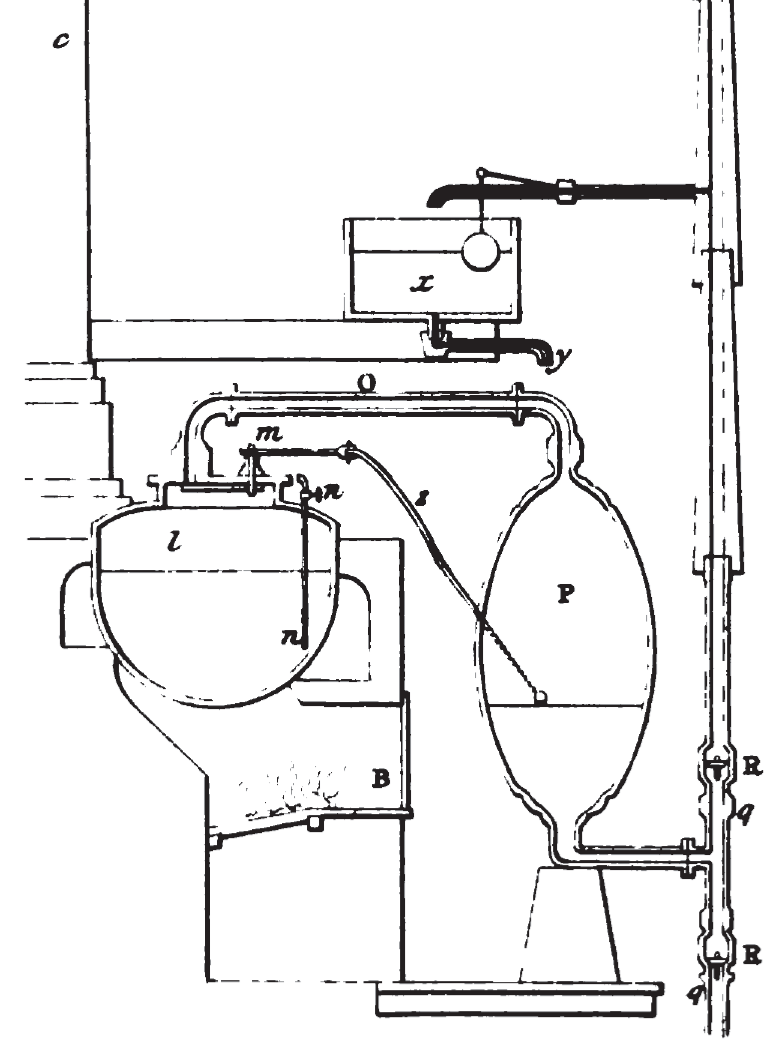
1698

Машина Севери — это паровой насос, а не двигатель: в нём не было цилиндра с поршнем, который при своем перемещении приводил бы что-то в движение. Самое важное в этом устройстве было то, что пар для работы насоса образовывался в отдельном котле. Происходило это так. В котле, который непрерывно топили, образовывался пар. Открывая кран на трубе, можно было впускать пар в насосный резервуар. От него отходили две трубы: одна (всасывающая) опускалась в шахту, другая (нагнетательная) проходила в сточный жёлоб.

Когда в резервуар пускали пар, он начинал выталкивать имеющуюся в нём воду по нагнетательной трубе в сточный жёлоб. Главным недостатком конструкции, снижавшим её эффективность, было то, что поступающий в резервуар пар, контактировал с холодной водой из шахты(<100°C) при этом по принципу холодной стенки мгновенно конденсируясь, нагревая шахтную воду и не совершая работы, пока поверхностный слой не прогревался до 100°С, эффективность устройства была бы повышена если б на поверхности воды плавал разделительный теплоизолирующий круг (скажем, деревянный), быстро нагреваемый паром независимо от температуры выталкиваемой воды. Благодаря такому решению, описанный недостаток отсутствовал в машине Д. Папена, однако в ней отсутствовал высокоэффективный такт конденсации пара. Затем подачу пара прекращали и по специальной трубке впускали в резервуар холодную воду. Пар конденсировался, превращаясь в воду, и занимал небольшой объём, то есть в резервуаре образовалось пониженное давление. Вода шахты вытеснялась атмосферным давлением, направлялась по всасывающей трубе в «пустой» резервуар. На всасывающей и нагнетательных трубах были установлены клапаны, пропускали воду только из шахты в резервуар и из резервуара в сточный жёлоб, в обратном же направлении они воду не пропускали.

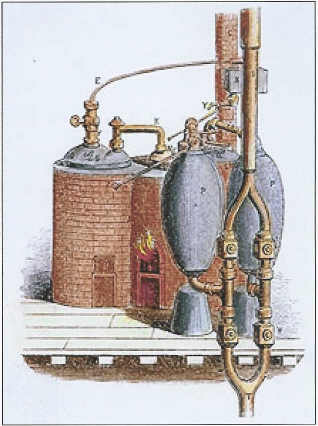

Севери довольно осторожно относился к тому, насколько мощным был его насос, и был первым, кто использовал термин «лошадиная сила». У насоса Севери были серьёзные недостатки: он был маломощным, «съедал» во время работы очень много топлива, работал прерывисто — вода откачивалось отдельными порциями. Его нельзя было использовать как универсальный двигатель для привода различных машин и механизмов, так как они в большинстве своем работают непрерывно. Тем не менее установка Севери помогла изобретателям воспринять простую мысль, что в паровых машинах следует пользоваться паром из отдельного котла.

## Патент на «огневой двигатель»
2 июля 1698 года получил первый в мире королевский патент на «новое изобретение для подъёма воды и создания движения на любом заводе посредством движущей силы огня, которое будет иметь большое применение и преимущество для осушения шахт, снабжения городов водой, и для работы любых заводов при отсутствии водных потоков или постоянно дующих ветров; сроком на 14 лет; на обычных условиях», другими словами, на паровой насос, который он сам называл «fire engine» — огневой двигатель.
Есть основания полагать, что в 1699 году состоялась презентация изобретения (действующего макета) правящему королю Великобритании Вильгельму III Оранскому. Эти демонстрации дали определённые положительные результаты. Изначально патент защищал изобретение Севери сроком на 14 лет, но после демонстраций специальным Законом Парламента, который назывался «Закон об огненном двигателе» («Fire Engine Act») срок действия патента был увеличен на 21 год, — до 1733.
Автор книги «Друг шахтера, или двигатель для подъёма воды огнём» («The Miner’s Friend; or, An Engine to Raise Water by Fire», Pater Noster Row, 1702 г.), в которой описывается устройство и принцип действия «огневого двигателя», причем вторая часть книги построена в духе «ЧаВо» — в виде ответов автора книги на вопросы воображаемого покупателя. Книга подписана Capt. Thomas Savery.
Вследствие этого можно часто увидеть (даже в университетской литературе), что якобы капитан Севери был военным инженером.
«Thomas Savery c. 1650—1715, English engineer. He became a military engineer, rising to the rank of captain by 1702.» (The Columbia Encyclopedia, Sixth Edition.)
«Томас Севери, примерно 1650—1715, английский инженер. Он был военным инженером, получившим звание капитана в 1702 году.» (Колумбийская энциклопедия, Шестое издание, Колумбийский университет, Нью-Йорк, США.)
«Savery, Thomas (c. 1650—1715). Savery was a military engineer who attained the rank of trench master by 1696, and acquired the title of ‘Captain’.» [The Oxford Companion to British History.]
«Севери Томас (примерно 1650—1715). Севери был военным инженером, который получил звание окопного мастера (возможно, лучше „trench master“ перевести как „командир саперов“?) в 1696 году и добился чина Капитана.»
Сведения о военной службе капитана Севери сильно преувеличены. Он был одним их шахтёрских капитанов.

ШАХТНЫЙ КАПИТАН. Обычно одевался в белое рабочее пальто. Это был менеджер, который повседневно управлял месторождением. На больших шахтах было несколько Капитанов, каждый из которых отвечал за определённый участок и «Травяной Капитан», руководящий рабочими, занятыми на поверхности.
Оригинальный текст (англ.)The MINE CAPTAIN. Usually dressed in a white drill coat, was the Manager who looked after the day to day running of the mine. Large mines had several Captains, each responsible for a particular section and a «Grass Captain» for the surface workers.
Предположительно, самый первый «огневой двигатель» Томас Севери установил на шахте Вил Вор (Wheal Vor) на южном побережье Корнуолла, недалеко от деревни Карлин (Carleen), расположенной примерно в 2 милях к северо-западу от Хэлстона (Helston).
В 1717-18 году «огневой двигатель» по указу царя Петра I был установлен в Санкт-Петербурге для снабжения водой около 50 фонтанов Летнего сада. Руководил изготовлением и установкой не кто иной, как Джон Теофил Дезагюлье, француз по происхождению, ставший священником довольно высокого ранга в Англии и главой первой английской масонской ложи. Вот как об этом пишет сам Дезагулье:
«Начиная с 1717 или 1718 года, я построил семь усовершенствованных огневых двигателей. Первый — для покойного Царя Петра Первого, для его сада в Петербурге.»

## Версия открытия и обвинения в плагиате
Джон Теофил Дезагюлье явно недолюбливал Томаса Севери, так как в своей «Экспериментальной философии», по сути, являющейся первым в мире курсом общей физики, так описал изобретение шахтёрского капитана [J.T.Desaguliers. A Course of Experimental Philosophy Vol.2. — London, M.DCC.XLIV(1744)]:
Прочитавший книгу маркиза Вустера [Имеется в виду книга «A Century of Inventions», напечатанная в Лондоне в 1663 году.] капитан Севери был первым, кто на практике поднял воду огнём и предложил этот способ для осушения шахт. Его двигатель описан в Словаре Хэрриса, (см. слово Двигатель), который, будучи сравнен с описанием маркиза Вустера, был просто заимствован оттуда. Этот факт капитан Севери отрицал, и, чтобы лучше его скрыть, скупил все книги маркиза Вустера, которые он смог найти в Pater-Noster-Row и в других местах, и сжег их в присутствии некоего джентльмена, своего друга, который и сказал мне об этом.
Севери утверждал, что узнал про силу пара случайно, и даже придумал историю, чтобы заставить людей поверить в это. То есть: он выпил флягу флорентийского в таверне и бросил пустую флягу в огонь, после чего потребовал таз с водой, чтобы вымыть руки. Заметив, что остатки вина заполнили флягу паром, он взял флягу за горлышко и погрузил отверстие в воду в тазу, и вода стала немедленно заполнять флягу под действием атмосферного давления.
Он не мог сделать этого никогда — ни тогда, ни умышленно провести такой эксперимент впоследствии, что я и доказываю:
Я провел такой Эксперимент преднамеренно, приблизительно с половиной стакана вина, оставленным во фляге, которую я держал над огнём до выкипания. Затем надел толстую перчатку, чтобы не обжечься, и погрузил отверстие под воду в тазу. Однако атмосферное давление было настолько велико, что с силой выбило флягу из моей руки, и бросило её в потолок. Поскольку то же самое должно было произойти и с капитаном Севери, если бы он когда-либо проводил подобный эксперимент, то он не стал бы рассказывать про такой замечательный случай, украшающий его рассказ.

## Сочинения
- Savery Tomas. The Miner’s Friend; or, An Engine to Raise Water by Fire. — London, Pater Noster Row, MDCCII (1702).